# Serdab

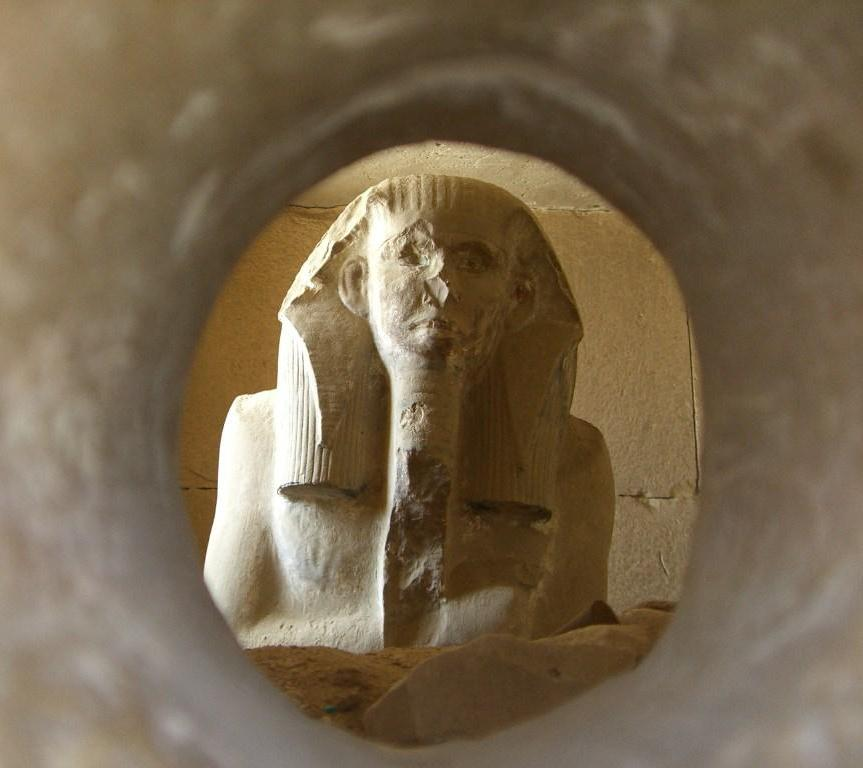
Serdab de Dyeser en Saqqara.

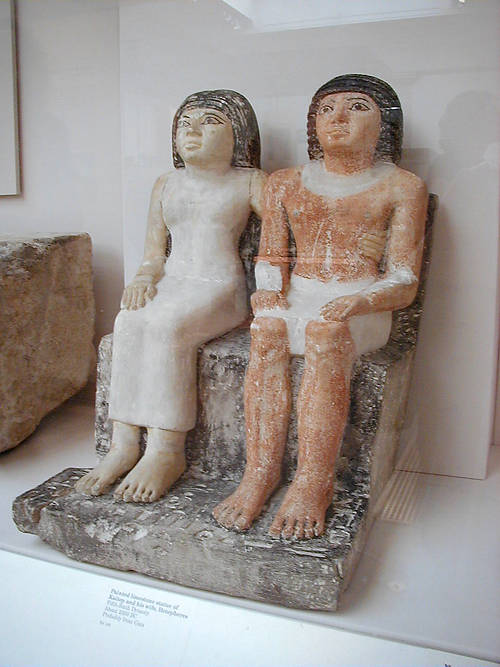
Kaitep y su esposa Hetepheres.

El serdab (en árabe سرداب Sirdāb; en antiguo egipcio pr-tu.t "casa de la estatua") es un habitáculo (llamada cámara del Ka) que se encuentra en los monumentos funerarios (mastabas o templos funerarios) construidos durante el Imperio Antiguo de Egipto.
Construido generalmente sin acceso, contiene la estatua donde reside el ka (fuerza vital) del difunto. A veces se comunicaba con la capilla funeraria mediante una abertura o varios huecos que permitían al difunto (a través de su estatua) recibir las ofrendas regularmente depositadas por los parientes. El serdab a menudo se disimulaba detrás de un estela de tipo 'falsa puerta'. 
El serdab del faraón Dyeser (Zoser), situado fuera de su pirámide, en una pequeña sala aislada, descubierto por Cecil Firth en 1924, contenía textos jeroglíficos designando a Imhotep como arquitecto diseñador de la pirámide escalonada de Saqqara. Contiene una estatua sedente del rey Dyeser, de 1,42 metros de altura, cuya copia es actualmente visible, pues la estatua original se encuentra en el Museo Egipcio de El Cairo. 
Otra estatua que representa sentados al sacerdote Kaitep y su esposa Hetepheres, de la Dinastía V o VI, de 47,5 cm de altura, en piedra caliza, también se encontraba en un serdab (la estatua se encuentra actualmente en el Museo Británico).
En las tumbas desde el Imperio Medio el serdab ya no existe, pero una estatua del difunto a menudo forma parte del conjunto funerario.

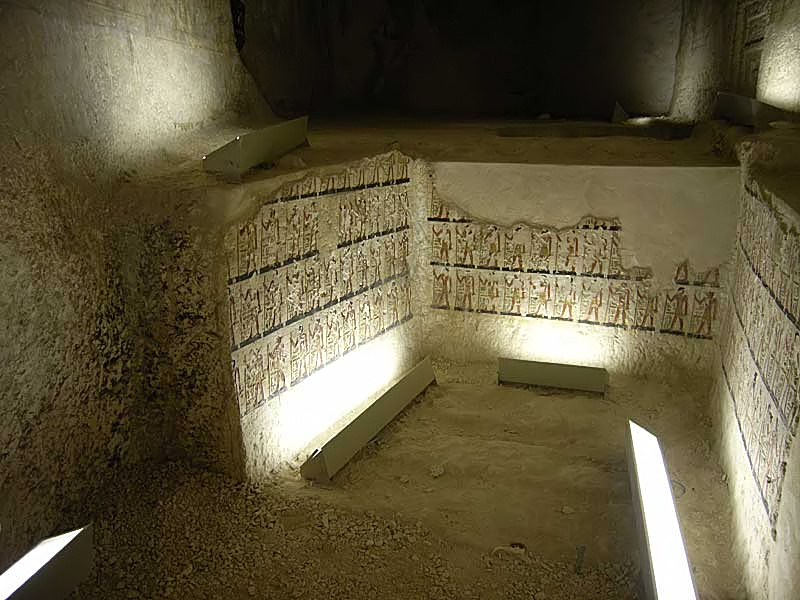
Serdab de la tumba A2 de Pepy-Anj en Meir.